# تخليق مقطعي

التخليق المقطعي أو حرفيًا التوموسنتز (بالإنجليزية: tomosynthesis)‏ ويطلق عليها أيضًا اسم أشعة التوموسنتز الرقمية (DTS)، هي طريقة لأداء التصوير المقطعي، ذي الزاوية المحدودة، بدقة عالية وبالمستوى نفسه مقارنًة مع التصوير الشعاعي. وقد تمت دراستها على مجموعة متنوعة من التطبيقات الأكلينيكية (السريرية) بما في ذلك تصوير الأوعية الدموية وتصوير الأسنان وتصوير العظام وتصوير الثدي والتصوير العضلي الهيكلي والتصوير الصدري.

## التاريخ
اشتق مفهوم التوموسنتز من أبحاث العالم«زيديس دي بلانت» الذي طور،عددًا تعسُفيًا، من أساليب إعادة تطوير أجهزة الأشعة وعلى الرغم من اندثارهذه الفكرة بفضل ظهور التصوير المقطعي المحوسب فقد حظى التوموسنتز بالأهتمام  كتصوير مقطعي منخفض الأشعاع بديلاً عن التصوير المقطعي المحوسبCT.

## التطوير
تتشابه خوارزميات تطوير التوموسنتز مع التصوير المقطعي المحوسب (CT)حيث أنها تقوم على إجراء تحويل رادزن العكسي و ذلك بسبب أخذ عينات من بيانات جزئية مع توقعات قليلة إلى جانب استخدام خورزميات التقريب و تستخدم كل من الإسقاط الخلفي المُفلتر و الخوارزميات التكرارية للتوسع إلى أقصى حد بهدف إعادة بناء البيانات.
تختلف خوارزميات إعادة البناءالتوموسنتزعن تلك الموجودة في الأشعة المقطعية التقليدية المحوسبة (CT) .لأن خوارزمية الإسقاط الخلفي المفلترة التقليدية تتطلب مجموعة كاملة من البيانات.أما الخوارزميات المتكرّرة فتستندعلى تعظيم التوقعات الأكثر استخدامًا ، ولكنها كثيفة الحساب. لذا أنتجت بعض الشركات المصنعة أنظمة عملية تستخدم وحدات معالجة الرسوميات الجاهزة لتنفيذ إعادة الإعمار في بضع ثوانٍ.

## الاختلاف عن طرق التصوير الأخرى
تضم التوموسنتز الرقمية  التقاط صورة رقمية ومعالجتها بواسطة أنبوب/ مستشعر حركي كالذي يُستخدم في التصوير المقطعي المحوسب التقليدي (CT) ومع ذلك، وعلى الرغم من وجود بعض أوجه التشابه بين الأشعة المقطعية فإنها تقنية منفصلة، يقوم المنبع/ الكاشف، في التصوير المقطعي (الحلزوني) الحديث، بإجراء دوران كامل بزاوية 180 درجة حول المريض للحصول على مجموعة كاملة من البيانات التي يمكن إعادة بناء الصور منها ومن ناحية أخرى، لا تستخدم التوموسنتز الرقمية، إلا زاوية دوران محدودة (على سبيل المثال ، 15-60 درجة) مع عدد أقل من التعرض المنفصل (على سبيل المثال، 7-51) من الأشعة المقطعية. تتم معالجة هذه المجموعة غير المكتملة من الإسقاطات رقميًا للحصول على صور مشابهة للتصوير المقطعي التقليدي بعمق محدود من المجال. ولأن معالجة الصور رقمية يُمكنها إعادة بناء سلسلة من الشرائح على أعماق مختلفة وبسماكات مختلفة من عملية الاستحواذ نفسها. ومع ذلك، ونظرًاً لأن هناك حاجة إلى اسقاطات أقل من الأشعة المقطعية لإجراء إعادة البناء، فإن التعرض للإشعاع والتكلفة يقلان معًا.